# Gamajun

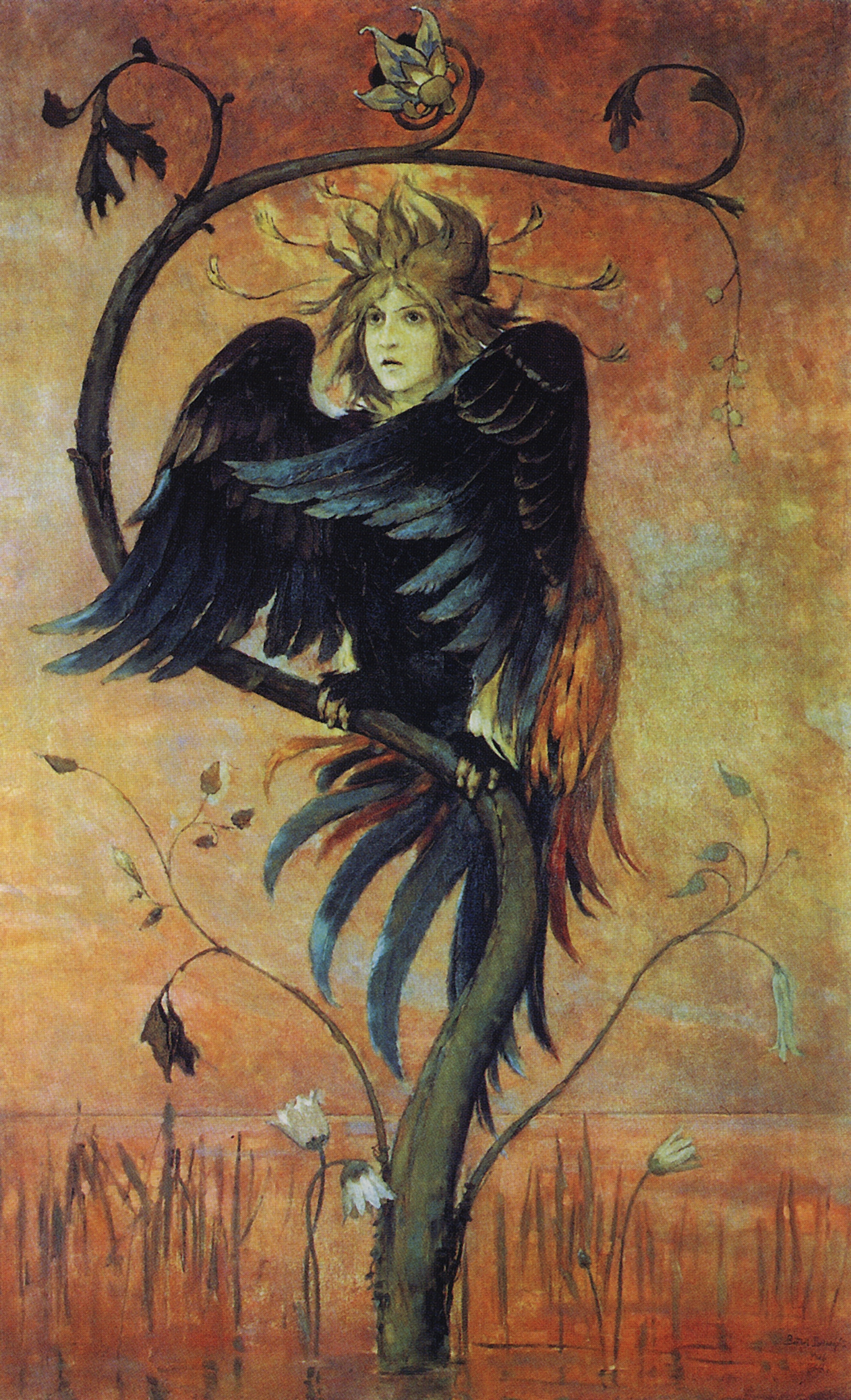
Viktor Vasněcov, Kouzelný pták Gamajun, r. 1897

Gamajun (rusky Гамаюн) je kouzelný věštecký pták ve slovanské mytologii, obzvláště se vyskytující v ruské kultuře. Je symbolem zdravé moudrosti a znalosti, žije na ostrově daleko na východě blízko ráje. Gamajun je zobrazován jako velký pták s ženskou hlavou, podobně jako Sirin a Alkonost. 
Daniil Andreev ve své kosmografii Roza Mira zastává názor, že Sirény, Alkonostové a Gamajunové jsou v ráji vtěleni do archandělů.

## Zajímavosti
- Ptáci Sirin, Gamajun a Alkonost – hrdinové písně Kupola Vladimíra Vysockého.
- Rovněž jedna z písní Borise Grebenščikova se jmenuje Sirin, Alkonost, Gamajun.[1]